# Titanomàquia

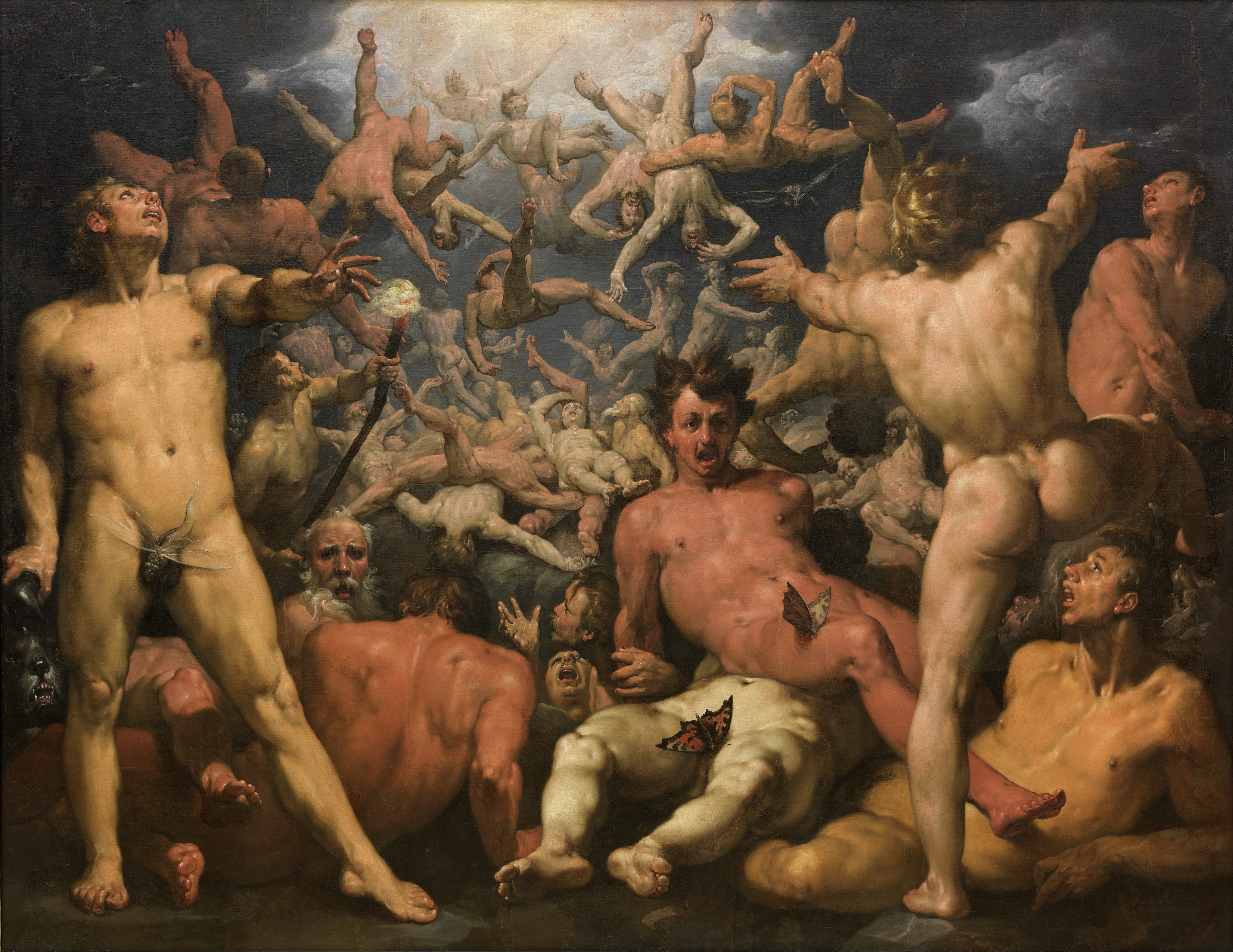
La caiguda dels Titans, per Cornelis van Haarlem.

En la mitologia grega s'anomena titanomàquia o guerra dels titans a la batalla que s'esdevingué entre dues races de déus, els Titans (déus de segona generació) i els Olímpics (fills dels titans i déus de tercera generació). Se situa cronològicament abans de la creació de l'home i va durar 10 «anys divins», és a dir, diversos segles humans. La font principal sobre el tema és Hesíode.

## Causes
La guerra començà poc després que Cronos arrabassés el poder a Urà, el seu pare i el castrés a petició de Gea, i va precipitar al Tàrtar als seus germans i germanes, els hecatonquirs i els Ciclops. Urà, en veure's desposseït del seu tron, formulà una profecia, que el que Cronos havia robat al seu pare, alhora li seria pres pels seus fills. Per això Cronos acordà amb el seu germà gran (a qui li pertocaria la successió) que el deixés governar però que, a canvi, ell mataria tots els seus fills barons. D'aquesta forma, no hi hauria hereu i la successió passaria als fills del germà. Així ho va fer, però amb tant de rigor que es menjava tots els fills en néixer, fossin mascles o femelles. La seva dona Rea, cansada de veure morir tots els fills, n'amagà el darrer, Zeus, que havia nascut a Creta on el va amagar, deixant-lo sota la protecció d'una comunitat de l'illa, els curets, i en el seu lloc li entregà una pedra embolicada en bolquers. Cronos pensant que era el seu fill, se la menjà, produint-li grans dolors d'estómac que, finalment li van fer vomitar tots els fills que havia ingerit. Tots aquests fills i filles es van unir a Zeus per tal d'arrabassar el poder al seu cruel pare i així va ser com començà la gran guerra entre els déus.

## L'enfrontament
Uns anys més tard, Zeus va pensar que havia arribat el moment d'alliberar els seus germans i venjar-se del seu pare. Va anar a veure la seva cosina Metis filla d'Oceà i Tetis. La deessa li va aconsellar que entrés al servei del seu pare. Cronos, segur que es podrà lliurar de tots els seus fills, contracta Zeus com a servidor. Un dia, mentre li servia una beguda, Zeus li va donar un verí que li havia proporcionat Metis en lloc de vi. Cronos va vomitar la famosa pedra i després tots els seus fills. Alliberats, de seguida es revolten contra el seu pare i esclata la guerra. Cronos fa una crida als altres Titans per ajudar-lo. Zeus, per la seva banda, va matar el guardià de Tàrtar, Campe, i va alliberar els hecatonquirs, els ciclops i tots els altres presoners que hi havia tancat Cronos, que es van fer aliats seus.
Per la seva banda, Oceà, el més gran dels titans, va garantir el seu suport a Zeus i als seus germans enviant la seva filla Estix i els seus nets (entre els que hi havia Nice, la deessa de la Victòria) a unir-se a l'exèrcit dels fills de Cronos. Zeus rep els oracles favorables de Temis i de Prometeu, que des del començament del conflicte, pronostiquen la derrota dels Titans. Les parts oposades així constituïdes, cada grup estableix el seu propi campament, els titans escullen la muntanya Otris, mentre Zeus i els seus aliats s'instal·len a la muntanya de l'Olimp. Per mostrar la seva gratitud, els ciclops, excel·lents ferrers, fabriquen armes terribles: el llamp per a Zeus, el trident per a Posidó i l'elm per a Hades, un casc que el fa invisible. Gràcies a aquesta inestimable ajuda, la victòria dels olímpics va ser relativament ràpida.
Els titans, liderats per Cronos, eren: Ceo, Crios, Hiperíon, Jàpet, Atles i Meneci. Els olímpics, liderats per Zeus, eren: Hèstia, Demèter, Hera, Hades, Posidó i també els Hecatonquirs i els Ciclops, tots ells agraïts perquè Zeus els havia alliberat.
Després de 10 anys divins de lluita, els olímpics es proclamaren victoriosos i conqueriren el Mont Olimp. Llavors van castigar els titans amb penes exemplars amb algunes notables excepcions, com ara Oceà, aliat de Zeus, i segons alguns, Hiperíon, i van designar els Hecatonquirs per a la seva vigilància. Epimeteu, Prometeu i Meneci, que van ajudar Zeus, no van ser castigats, i Atles va ser condemnat a aguantar per sempre la volta del cel sobre les seves espatlles. Zeus, agraït per l'ajuda dels seus germans, repartí els dominis amb els dos més valerosos. Així Posidó es quedà amb el regnes del mar i Hades amb els mons subterranis. Zeus es guardà per a ell la terra i l'aire.